# Sagittariidae
Sagittariidae je porodica grabljivica s jednom živom vrstom — sekretarom (Sagittarius serpentarius) porijeklom iz Afrike — i nekoliko fosilnih svojti.
Njemački prirodoslovci Otto Finsch i Gustav Hartlaub ustanovili su naziv taksona kao podporodicu — Sagittariinae — 1870. godine. Iako je njihov termin datirao nakon Gypogeranidae od Vigorsa (1825.) i Serpentariidae od Selys Longchampsa (1842.), ime roda Sagittarius (opisano 1783.) imalo je prednost nad Gypogeranus Illiger, 1811. i Serpentarius Cuvier, 1798.

## Rodovi
Postoje najmanje četiri roda:
- †Amanuensis Mourer-Chauviré, 2003[5]
- †Amphiserpentarius Gaillard, 1908
- †Pelargopappus Stejneger, 1885
- Sagittarius Hermann,1783

Rod Pelargopappus poznat je iz miocenskih naslaga u Francuskoj. Rod Amanuensis poznat je iz miocenskih naslaga u Africi.

## Vanjske poveznice
|  | Zajednički poslužitelj ima stranicu o temi Sagittariidae    |
|  | Zajednički poslužitelj ima još gradiva o temi Sagittariidae |
|  | Wikivrste imaju podatke o taksonu Sagittariidae             |